# Cyclomia ocellata
Cyclomia ocellata là một loài bướm đêm trong họ Geometridae.